# Besselgymnasium Minden
Das Besselgymnasium Minden ist eines der drei Gymnasien in der ostwestfälischen Stadt Minden.

## Geschichte
Die Besselschule der Stadt Minden wurde 1896 gegründet und ein Jahr später zu Ostern als Realschule in Minden eröffnet. Durch die Erweiterung zur Oberrealschule ab 1904 konnten 1907 erstmals Reifezeugnisse erworben werden.
Zunächst war die Oberrealschule mit dem Mindener Gymnasium in einem 1880 errichteten Schulgebäude an der Immanuelstraße untergebracht, das maßgeblich vom Architekten Eduard Heldberg gestaltet worden war. 1920 trennten sich diese beiden Schulen räumlich, das Gymnasium zog aus. Die Besseloberrealschule, wie sie ab 1921 nach dem Astronomen und Mathematiker Friedrich Wilhelm Bessel hieß, blieb in diesem Gebäude bis zum Umzug 1975 in einen Neubau an der Hahler Straße. In das alte Gebäude in der Immanuelstraße zog die Domschule (Grundschule) ein. Zu dieser Zeit wurden auch die ersten koedukativen Klassen an der bisher nur von Jungen besuchten Schule eingeführt. Der jetzige Standort erhielt 2000 einen Erweiterungsbau.

## Schulprofil

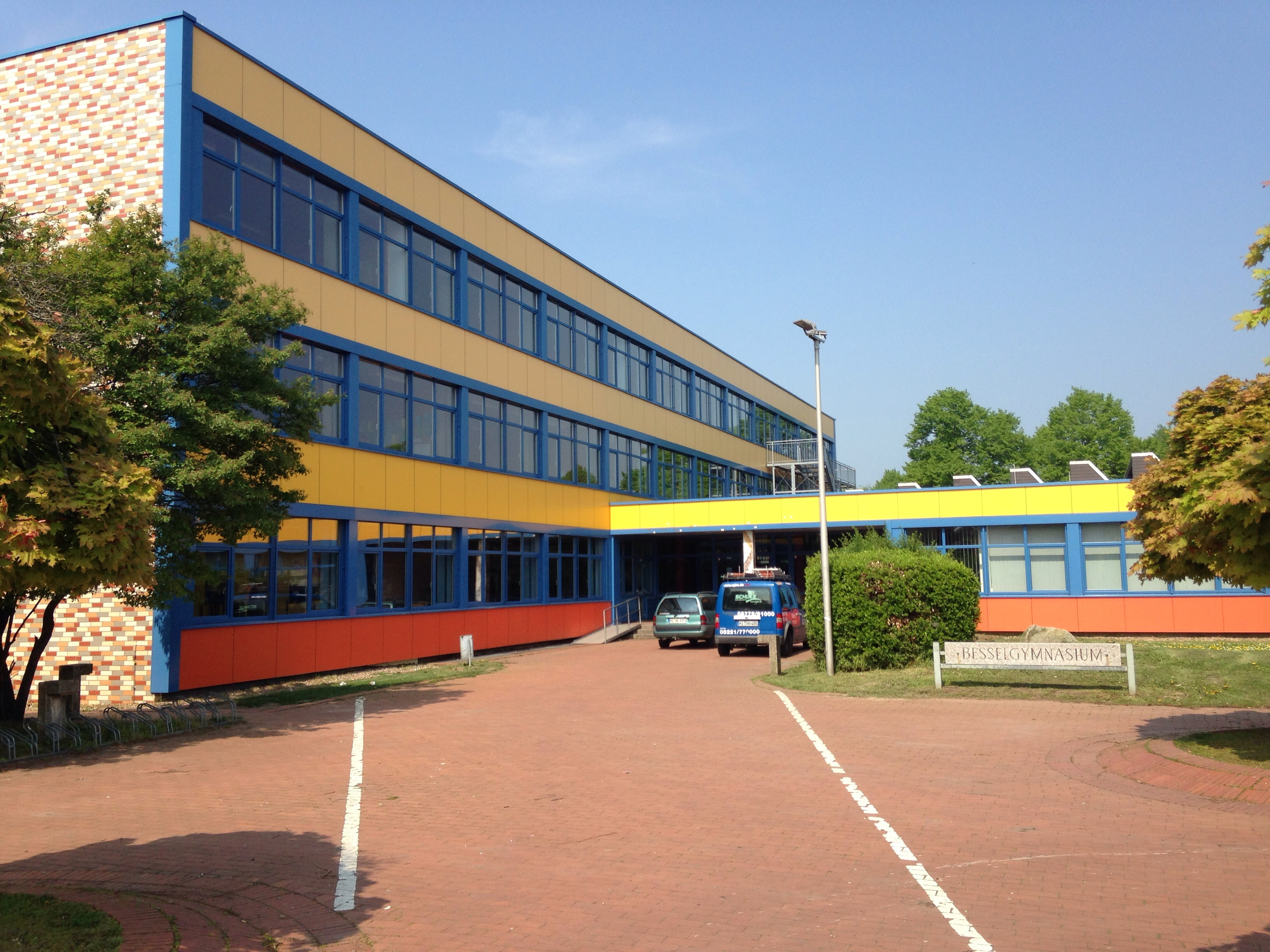
Besselgymnasium Minden

Das Besselgymnasium hat eine lange Tradition zum Rudersport. Ab 1939 wurde in eigene Boote investiert. Zunächst auf dem Pionierübungsplatz untergekommen wurde in den 1960er Jahren das eigene Ruderhaus am Stichkanal des Pumpwerks des Wasserstraßenkreuz Minden.
Am Besselgymnasium konnte erstmals 1976 ein Sportleistungskurs eingerichtet werden, seitdem ist das Sportangebot zu einem Sportprofil ausgebaut worden. Das Besselgymnasium ist neben Schulen in Düsseldorf, Dortmund, Münster und Solingen seit dem Schuljahr 2008/2009 eine der ersten fünf NRW-Sportschulen in Nordrhein-Westfalen. Als Profilsportarten werden neben dem traditionellen Rudern, Handball, Leichtathletik und Volleyball angeboten. Am 28. Mai 2014 wurde eine neue Sporthalle eingeweiht, zu deren Finanzierung heimische Sponsoren entscheidend beigetragen haben; mit ihr wird die Kapazität für den Sportunterricht beträchtlich erweitert.
Als Fremdsprachen werden Englisch, Französisch, Latein und Spanisch unterrichtet. Das mathematisch-naturwissenschaftliche Aufgabenfeld ist ebenfalls vertreten.

### Rudern
Das Besselgymnasium betreibt traditionell den Rudersport. Mit dem Bootshaus am Wasserstraßenkreuz und der Ruderriege Besselgymnasium im Bessel-Ruder-Club e. V. sind hierfür die Grundlagen gelegt. Rudern wird ab dem fünften Schuljahr angeboten. Später folgen Regatten.

### Handball
Es gibt eine enge Kooperation mit den örtlichen Handballverein GWD Minden, sodass in dieser Sportart Profisport möglich ist.

## Besselpreis
Der Besselpreis ist die höchste Auszeichnung der Schule und wird jährlich an Schüler verliehen, die besondere Leistungen für die Schulgemeinschaft erbracht haben.
2014 erhält ihn Philipp Baumgard, der als Steuermann des Ruder Achters eine vorbildliche Leistung außerhalb der Schulleistungen vollbrachte, er gewann neben der Goldmedaille des Bessel Achters bei Jugend trainiert für Olympia (Bundeswettbewerb) auch die Silbermedaille bei der Junioren-Weltmeisterschaft im Deutschland Vierer mit Steuermann.

## Schulpartnerschaften
Das Besselgymnasium pflegt Partnerschaften mit dem Eltham College in England, dem Lyzeum Nr. 23 in Kaliningrad (Königsberg) in Russland, dem Lycée Jean Bart in Dunkerque (Dünkirchen) in Frankreich und der Broad Run High School in Ashburn (Virginia) in USA. Es finden regelmäßig Schüleraustausche zwischen dem Besselgymnasium und diesen Schulen statt.

## Kooperationen
Das Besselgymnasium kooperiert mit den in Minden ansässigen Firmen WAGO und Follmann sowie der Techniker Krankenkasse. Außerdem besteht eine Kooperation mit dem Herz- und Diabeteszentrum NRW (HDZ NRW) in Bad Oeynhausen, sowie der Musikschule der Stadt Minden.

## Sportliche Erfolge
- 2011: 2 Silbermedaillen im Rudern beim Bundeswettbewerb (Jugend trainiert für Olympia)
- 2013: Goldmedaille für den Besselachter im Rudern beim Bundeswettbewerb (Jugend trainiert für Olympia)

## Planetenweg
Die Schulgemeinschaft des Besselgymnasiums initiierte 1996 die Anlage eines Planetenweges, der mit Sponsorenunterstützung realisiert wurden. Er stellt die Größenverhältnisse des Sonnensystems im Verhältnis 1 : 1 Milliarde dar.

## Schulleiter
- Walter Demberg (1959–1971)
- Heinz-Friedrich Schöpker (1971–1992)
- Eva Kutschera (1992–2010)
- Uwe Voelzke (2010–2020)
- Heiko Seller (seit 2020)[2]

## Ehemalige Schüler des Besselgymnasiums
- Björn Buhrmester (* 1984), deutscher Handballspieler
- Manfred Dammeyer, Politiker (SPD), NRW-Landesminister
- Erich Domeier, Lehrer und Ruderfunktionär
- Frank Domeier, Schriftsteller
- Friedhelm Farthmann, Politiker (SPD), NRW-Landesminister
- Siegfried Fleissner, Bürgermeister der Stadt Minden
- Karl Peter Grotemeyer, Mathematiker, Rektor der Universität Bielefeld
- Wolfgang Hempel, Archivmanager
- Uwe Hericks, Erziehungswissenschaftler
- Matthias Kalle, Autor
- Steffen Kampeter, Politiker (CDU), Parlamentarischer Staatssekretär beim Bundesminister der Finanzen
- Jörg Kastner, Schriftsteller
- Bernd Marquardt, Rechtswissenschaftler
- Ralf Niermann, Politiker (SPD), Landrat des Kreises Minden-Lübbecke
- Heinz Paetzold, Philosoph
- Günter Scheja, Mathematiker
- Hans Schwier, Politiker (SPD), NRW-Landesminister
- Dierk Starnitzke, Theologe